# Tomboy (歌手ユニット)
tomboy（トムボーイ）は、ソニン&大沢あかねの女性歌手ユニット。
「トムボーイ」とは、「おてんば娘」や「ボーイッシュ」の事を表す。

## 経歴
組んだきっかけは、2006年秋のフジテレビ系特番「部活」での共演。芸能人によるチアダンス部が全国大会に挑戦する企画で、2人は一緒に練習していくうちに意気投合。プライベートでも仲良くなった。大沢はもともとジャズダンスなどのレッスンを続けており、「ソニンと何かやりたい」とオファー。これをソニンが快諾した。

## ディスコグラフィ

### シングル
1. Superstar（2007年11月14日）
  - Track List

  1. Superstar
  2. Superstar -RAM RIDER MIX-
  3. Superstar -TV MIX-
  4. Superstar -HIRO Down Under Remix-
  5. Superstar -Instrumental-

  - DVD収録

  1. Superstar music video
  2. Superstar 振り付けビデオ

## 出演
tomboyとしての出演を記す。ソニン、大沢あかねの個々の出演はそれぞれのページを参照。
- めちゃ×2イケてるッ!（2007年11月24日）